# 세메스
세메스(영어: SEMES)는 대한민국의 반도체 및 LCD 제조장비 전문 기업이며, 삼성전자의 자회사이다. 식각 공정에서 매우 높은 수준의 기술력을 보유하고 있다.

## 연혁
- 1993년 1월 4일: 삼성전자와 일본 장비업체 다이니폰스크린(한국 한자음: 대일본스크린, 약칭 DNS)이 합자해 한국디앤에스 설립[1]
- 2005년: 상호명을 세메스로 변경, 일본 다이니폰스크린이 보유한 '세메스' 지분 전량인 '43만 5000주(21.75%)'를 삼성전자가 '522억 원'에 인수[1]
- 2012년: '세메스'가 같은 삼성전자 자회사 '세크론'과 '지이에스'를 흡수 합병[2]
- 2015년: 매출 1조원 돌파[1]
- 2016년: 국내 장비 기업 최초로 경기도 화성시에 R&D Center 설립[1]

## 같이 보기
- 반도체
- LCD